# Призупинення роботи уряду США
Призупинення роботи уряду США (англ. Government shutdowns in the United States) — тимчасова ситуація у Сполучених Штатах, що виникає, коли Конгресу не вдається узгодити фінансування діяльності державних органів. На час призупинення некритичні органи зачиняються, а сотні тисяч їх працівників відправляють у неоплачувану відпустку. Зазвичай призупинення не стосується найважливіших організацій і відомств, життєво важливих для забезпечення безпеки держави, таких як армія. Однак, через те, що витрати бюджету встановлюються рішенням Конгресу, можлива зупинка фінансування й роботи будь-якої державної організації.
Деякі федеральні служби можуть продовжувати діяльність протягом певного часу після введення припинення, наприклад, Національна метеорологічна служба, армія, служби управління повітряним рухом, виправні установи.
За президентів Форда і Картера сталося шість часткових припинень роботи уряду, які, проте, торкнулися лише Міністерства праці та Міністерства охорони здоров'я і соціальних служб. Вони тривали 8-18 днів, і основним проблемним питанням були суперечки про фінансування абортів. За Рейгана відбулося 8 повних припинень тривалістю від 1 до 3 днів через нестачу бюджету. Схоже припинення на чотири дні сталося і за Джорджа Буша-старшого.
За Клінтона в 1995—1996 роках відбулися два повні призупинення, тривалістю 5 днів і 21 день, викликані обговоренням проблем дефіциту бюджету.
З 1 до 17 жовтня 2013 року тривало вісімнадцяте припинення, викликане конфліктом між демократичним Сенатом і республіканською Палатою представників з питання реформи охорони здоров'я та захисту пацієнтів у США (англ. Patient Protection and Affordable Care Act). Дискусія з приводу проведення цієї реформи 2014 року або перенесення її на 2015 рік була пов'язана з ухваленням бюджету країни на 2014 фінансовий рік.
20 січня 2018 року розпочалося дев'ятнадцяте припинення роботи уряду США, перша зупинка за час президентства Дональда Трампа. Призупинення викликали суперечки про продовження імміграційної політики «Відкладені дії щодо прибулих дітей» (англ. Deferred Action for Childhood Arrivals), а також про виділення коштів на будівництво прикордонної стіни між США і Мексикою, однієї з основних обіцянок у ході президентської кампанії Дональда Трампа. Наказ про відновлення роботи було підписано ввечері 22 січня 2018 року, таким чином, повний час призупинення склав 69 годин.
22 грудня 2018 року розпочалося двадцяте припинення роботи уряду США. Відновлення роботи сталося 25 січня 2019 року. Це було найтриваліше припинення — воно тривало 35 днів.
Для позначення цієї ситуації також використовується розмовний термін шатдаун.

## Механіка процесу
Відповідно до принципу поділу влади, закріпленому конституцією США, затвердження бюджету на фінансовий рік проводиться обома палатами Конгресу — Сенатом і Палатою представників США, — після чого проєкт бюджету підписується президентом і набуває чинності. Президент США має право накласти вето на документ, і тоді він повертається до Конгресу. Президентське вето може бути скасовано в Конгресі двома третинами голосів.
Подібні припинення роботи уряду можливі виключно в США, але не в інших демократичних країнах. Наприклад, у парламентській системі багатьох європейських країн гілки виконавчої та законодавчої влади не розділені, а склад уряду затверджує парламент. У непарламентських системах зазвичай виконавча гілка може підтримувати функціонування уряду навіть без затвердженого бюджету. Така ж ситуація була і в США аж до 1980 року, коли адміністрація Джиммі Картера ввела нову інтерпретацію Закону про протидію нестачі 1884 року (англ. Antideficiency Act), згідно з якою федеральні агентства позбавляються повноважень під час відсутності дозволу Конгресу.

## Список
Вісімнадцять припинень федерального уряду, що відбулися у 1977—2014 роках, завершилися досягненням компромісу або продовженням роботи державних організацій.
Три найбільш масштабні зупинки роботи уряду США:
- Призупинення роботи уряду США (2018—2019)
- Призупинення роботи уряду США (2013)
- Призупинення роботи уряду США (1995—1996)

| Фінансовий рік | Початок    | Кінець     | Діб | Президент            | Сенат         | Палата представників | Обставини |
| -------------- | ---------- | ---------- | --- | -------------------- | ------------- | -------------------- | --- |
| 1977           | 1976-09-30 | 1976-10-11 | 10  | Джеральд Форд        | Демократи     | Демократи            | |
| 1978           | 1977-09-30 | 1977-10-13 | 12  | Джиммі Картер        | Демократи     | Демократи            | |
| 1978           | 1977-10-31 | 1977-11-09 | 8   | Джиммі Картер        | Демократи.    | Демократи            | Закінчився термін попередньої тимчасової угоди про фінансування. Президент Джиммі Картер підписав другу тимчасову угоду. |
| 1978           | 1977-11-30 | 1977-12-09 | 8   | Джиммі Картер        | Демократи     | Демократи            | Закінчився термін дії тимчасової угоди. Палата і Сенат продовжують вирішувати, чи мають оплачуватися за програмою Medicaid аборти для неповнолітних жертв. Угоди було досягнуто, і за Medicaid оплачуються аборти у випадках зачаття при зґвалтуванні й інцесті та у випадках загрози життю матері. |
| 1979           | 1978-09-30 | 1978-10-18 | 17  | Джиммі Картер        | Демократи     | Демократи            | |
| 1980           | 1979-09-30 | 1979-10-12 | 11  | Джиммі Картер        | Демократи     | Демократи            | Попри позиції Сенату, Палата провела в проєкт бюджету підвищення зарплат конгресменів та вищих держслужбовців на 5,5 %, а також намагалась обмежити федеральні витрати на аборти лише до випадків загрози життю матері.                                                                             |
| 1982           | 1981-11-20 | 1981-11-23 | 2   | Рональд Рейган       | Республіканці | Демократи            | |
| 1983           | 1982-09-30 | 1982-10-02 | 1   | Рональд Рейган       | Республіканці | Демократи            | Конгрес ухвалив проєкт бюджету на день пізніше початку фінансового року. |
| 1983           | 1982-12-17 | 1982-12-21 | 3   | Рональд Рейган       | Республіканці | Демократи            | |
| 1984           | 1983-11-10 | 1983-11-14 | 3   | Рональд Рейган       | Республіканці | Демократи            | |
| 1985           | 1984-09-30 | 1984-10-03 | 3   | Рональд Рейган       | Республіканці | Демократи            | |
| 1985           | 1984-10-03 | 1984-10-05 | 2   | Рональд Рейган       | Республіканці | Демократи            | Закінчився термін триденної тимчасової угоди. |
| 1987           | 1986-10-16 | 1986-10-18 | 1   | Рональд Рейган       | Республіканці | Демократи            | |
| 1988           | 1987-12-18 | 1987-12-20 | 1   | Рональд Рейган       | Демократи     | Демократи            | Демократи виступили проти фінансування Контрасу. |
| 1991           | 1990-10-05 | 1990-10-09 | 3   | Джордж Буш (старший) | Демократи     | Демократи            | |
| 1996           | 1995-11-13 | 1995-11-19 | 5   | Білл Клінтон         | Республіканці | Республіканці        | |
| 1996           | 1995-12-15 | 1996-01-06 | 21  | Білл Клінтон         | Республіканці | Республіканці        | |
| 2014           | 2013-10-01 | 2013-10-17 | 16  | Барак Обама          | Демократи     | Республіканці        | Протиріччя між Сенатом і Палатою про строки початку фінансування реформи охорони здоров'я (Affordable Care Act). Через два тижні прийнято компромісний варіант. |
| 2018           | 2018-01-20 | 2018-01-22 | 2   | Дональд Трамп        | Республіканці | Республіканці        | Протиріччя щодо продовження імміграційної політики «Відкладені дії щодо прибулих дітей» (Deferred Action for Childhood Arrivals), а також про виділення коштів на будівництво прикордонного бар'єру між США та Мексикою.                                                                            |
| 2019           | 2018-12-22 | 2019-01-25 | 35  | Дональд Трамп        | Республіканці | Демократи            | Протиріччя про виділення 5,7 млрд доларів США федеральних коштів на прикордонний бар'єр між США та Мексикою. |

## Місцеві уряди
Подібні припинення трапляються і в місцевих урядах:
- З 1 по 17 липня 1991 — штат Мен[8]
- З 1 липня по 23 серпня 1991 — штат Коннектикут[8]
- З 2 липня по 4 серпня 1991 — штат Пенсільванія[8]
- З 1 липня по 1 серпня 1992 — штат Каліфорнія[9]
- З 1 по 3 липня 2002 — штат Теннессі[8]
- З 1 по 9 липня 2005 — штат Міннесота[10]
- З 1 по 13 травня 2006 — територія Пуерто-Рико
- З 1 по 8 липня 2006 — штат Нью-Джерсі
- 1 жовтня 2007 — штат Мічиган
- з 11 по 12 липня 2007 — штат Пенсільванія
- 1 жовтня 2009 — штат Мічиган
- з 1 по 20 липня 2011 — штат Міннесота[11][12]
- з 1 по 6 липня 2015 — штат Іллінойс[13]
- з 1 по 4 липня 2017 — штат Нью-Джерсі[14][15][16]
- з 1 по 4 липня 2017 — штат Мен[17]